# Nils Jonkmans
Nils Jonkmans (Vancouver, 27 ottobre 1991) è un giocatore di football americano canadese naturalizzato svizzero, che gioca come punter per gli Helvetic Mercenaries.
Dopo aver giocato per le giovanili dei Bern Grizzlies e per la squadra universitaria canadesedei McGill Redmen, nel 2016 si trasferisce ai Lausanne LUCAF Owls e nel 2021 torna ia Grizzlies; dal 2023 gioca in ELF con gli Helvetic Guards (che dal 2024 hanno assunto il nome Mercenaries).

## Palmarès
- 1 Swiss Bowl (Bern Grizzlies, 2022)